# Нуристан (провінція)
35°15′ пн. ш. 70°45′ сх. д. / 35.25° пн. ш. 70.75° сх. д.
Нуристан (перс. نورستان, пушту نورستان) — історичний регіон на кордоні між Афганістаном і Пакистаном, нині — однойменна провінція в Афганістані та провінція Хайбер-Пахтунхва в Пакистані. До початку XX століття називався Кафірістаном («країна невірних»), оскільки значну частину його населення становили політеїсти нуристанці (нині навернені в іслам).
За назвою регіону названі нуристанські мови індоарійської гілки індоєвропейської родини. Нині цілковито перебуває під контролем руху «Талібан».
Центр провіцнії Нуристан — місто Парун.

## Географія
Нуристан знаходиться на півдні від хребта Гіндукуш. В ущелинах зростає барбарис, обліпиха, смородина, тополя, шовковиця. Є хвойні ліси з кедру й сосен. Зустрічаються листяні породи: волоський горіх, дуб.